# Hôtel de ville de Monaco
L'hôtel de ville de Monaco (monégasque : Meria de Mu̍negu, « mairie de Monaco »), anciennement collège Saint-Charles (monégasque : Culege San Carlu), est un bâtiment du XIXe siècle à Monaco. Il accueille notamment le Conseil communal de la cité-État.

## Situation et accès
L'édifice est situé sur la place de la Mairie, au centre du quartier de Monaco-Ville, et plus largement au sud-est de la principauté de Monaco.

## Histoire
Le collège Saint-Charles est décidé et établi en 1881. L'établissement est d'abord confié par le prince à des prêtres libres de différentes origines avant d'être sous la direction de frères marianistes. Les locaux deviennent ceux de la mairie et la cérémonie d'inauguration du nouvel aménagement a lieu le 20 mai 1901, à 15 h.

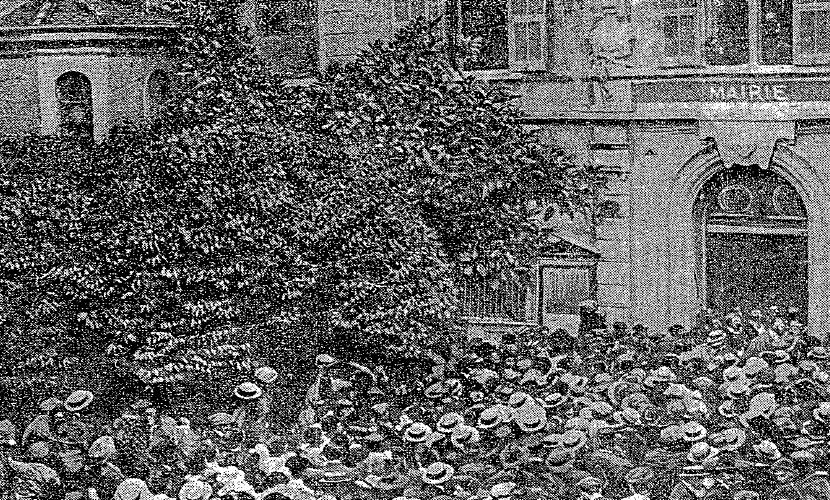
Hôtel de ville durant la Révolution monégasque, en 1910.

## Personnalités notables
- Guillaume Apollinaire, élève au collège Saint-Charles de 1888 à 1896[4].